# Faulknor (Schiff, 1914)
Die HMS Faulknor war ein bei der britischen Werft J. Samuel White in Cowes unter der Baunummer 1386 für Chile als Almirante Simpson  gebauter großer Zerstörer der sechs Boote umfassenden Almirante-Lynch-Klasse.
1914 wurde das in der Ausrüstung befindliche Boot von der Royal Navy angekauft und nach der Familie Faulknor benannt, die im 19. Jahrhundert einige britische Marineoffiziere gestellt hatte. Sie diente während des Ersten Weltkrieges als Flottillenführer in der britischen Marine und nahm an der Skagerrakschlacht teil.
Nach dem Weltkrieg kaufte Chile die verbliebenen Boote wieder zurück. Die HMS Faulknor erhielt in chilenischen Diensten jetzt den Namen Almirante Riveros. Schon 1933 wurde sie aus der Flottenliste gestrichen und 1939 als Zielschiff versenkt.

## Technische Beschreibung

### Abmessungen und Antrieb
Der Flottillenführer mit vier Schornsteinen verdrängte bei einer Länge von 100,95 Meter über alles, 97,54 Meter in der Wasserlinie, 9,91 Meter maximaler Breite, 3,53 Meter Tiefgang und 6,43 Meter Seitenhöhe gemäß Konstruktion 1600 Tonnen, im Einsatz 1993 Tonnen. Den Dampf für die 30.000 PSw leistende Dreiwellen-Parson-Turbinenanlage lieferten sechs White-Foster-Wasserröhren-Kessel mit 15 atü. Bei der Probefahrt erreichte die Faulknor damit bei 30.096 PSw und 1573 Tonnen Verdrängung 29,91 Knoten.

### Bewaffnung
Die Bewaffnung bestand beim Bau aus sechs 10,2-cm-Schnellfeuer-Geschütze in Einzelaufstellung (je zwei Geschütze an Bug und Heck, zwei weitere links und rechts neben der Brücke), zwei Maschinengewehren sowie vier 53,3-cm-Torpedorohre. In britischen Diensten kamen zum Kriegsende für die vier 10,2-cm-Geschütze an Bug und Heck zwei 12-cm-Geschütze an Bord. Daneben waren zwei 4,7-cm-Flakgeschütze in Ständen vor und hinter dem dritten Schornstein verbaut. Die vier Torpedorohre wurden anfangs als Einzelrohre geführt, bei der Umrüstung wurden  sie durch zwei Zwillingsrohre ersetzt. Diese Bewaffnung behielt der Zerstörer auch in chilenischen Diensten.

## Geschichte
Bei Kriegsausbruch 1914 befanden sich auf britischen Werften verschiedene Zerstörer für ausländische Marinen im Bau. Für Chile baute die Werft J.S. White  vier 1912 bestellte Flottillenführer nach dem Vorbild der 1912 vom Stapel gelaufenen Almirante Lynch. Die  Lynch und ihr Schwesterschiff Almirante Condell waren noch Anfang 1914 nach Chile überführt.
Die Almirante Simpson, die am 26. Februar 1914 vom Stapel gelaufen war und sich in der Ausrüstung befand, konnte nach kurzen Verhandlungen mit der chilenischen Regierung gemeinsam mit seinem am 25. Mai 1914 vom Stapel gelaufenen Schwesterschiff Almirante Goni von der Royal Navy übernommen werden. Benannt war sie nach den früheren Oberbefehlshaber der Chilenischen Marine Robert Winthrop Simpson (1799–1877).
Die beiden angekauften Zerstörer kamen als HMS Faulknor und Broke in den Dienst der Royal Navy.
Diese erhielt mit diesen Zerstörern einen schnellen und kampfstarken Schiffstyp, mit einer für die damaligen Verhältnisse auf englischen Zerstörern unüblich umfangreichen Ausrüstung (E-Heizung, Bäckerei, Kühlschränke, Baderäume, elektrische Munitionsaufzüge, Entfernungsmessgeräte vorn und achtern). Für die neu zulaufenden modernen Zerstörer der Royal Navy stellte dieser einen adäquate Flottillenführer dar. Daher wurden auch die beiden weiteren im Bau befindlichen chilenischen Zerstörer angekauft.

### Dienst in der Royal Navy
Die Faulknor stellte am 24. August 1914 in Dienst. Sie wurde der Grand Fleet als Flottillenführer zugewiesen und löste Anfang 1915 die HMS Swift als Führer der 4. Zerstörerflottille ab, die aus den Zerstörern der Acasta-Klasse bestand. 1916 wurde sie dort durch das neu in Dienst kommende Schwesterboot Tipperary ersetzt.
Vor der Skagerrakschlacht lag die Faulknor als Flottillenführer der aus Zerstörern der Admiralty M-Klasse bestehenden 12. Zerstörerflottille in Scapa Flow. Am 30. Mai war die 12. Zerstörerflottille unter Captain Stirling auf der Faulknor am Abend wegen eines Schadens auf der Marlborough zurückgefallen. Die Flottille bestand aus dreizehn Zerstörern der M-Klasse, der Faulknor und dem weiteren Flottillenführer Marksman. Gegen 2:43 am Morgen des 1. Juni sichtete Obedient Schiffe auf Ostsüdost-Kurs in der langsam einsetzenden Dämmerung. Die nicht identifizierten Schiffe gaben falsche Erkennungssignale und der Angriff auf deutsche Schlachtschiffe und alte Linienschiffe begann bei fast idealen Bedingungen. Das Linienschiff Pommern wurde von einem Torpedo getroffen. Sechs Zerstörer feuerten 17 Torpedos  auf das deutsche Geschwader, ehe dessen Artilleriefeuer die übrigen Zerstörer vertrieb. Stirling versuchte über das Gefecht zu berichten und setzte drei Meldungen ab, aber keine erreichte den britischen Oberbefehlshaber Jellicoe. Hätten ihn die Meldungen erreicht, hätte Jellicoe wenden und die Hochseeflotte noch vor ab 4:30 und ihrem Einlaufen in den Schutz der deutschen Minenfelder erreichen können.
Gegen 4:10 am Morgen des 1. Juni wurde die Pommern von einem, vielleicht auch noch von einem zweiten Torpedo getroffen. Der Treffer explodierte in einem der 17-cm-Magazine des Linienschiffes und verursachte eine gewaltige Explosion, die das Schiff zerbrach. Die Pommern kenterte; nur das Heckteil schwamm noch fast 20 Minuten und die Schrauben drehten leer. Die Pommern sank mit der gesamten Besatzung von 839 Offiziere und Mannschaften. Ob die Faulknor das Linienschiff SMS Pommern mit einem Torpedo traf, ist unklar.
Das Schwesterboot Tipperary wurde als Führerschiff der 4. Zerstörerflottille versenkt, die in dieser Flottille auch eingesetzte Broke wurde schwer beschädigt. Die der 1. Zerstörerflottille in Harwich angehörende Botha kam nicht in der Skagerrakschlacht zum Einsatz.
Die Faulknor gehörte ab 1917 zur Dover Patrol, einer Streitmacht, die deutschen Kriegsschiffen den Zugang zum Englischen Kanal verwehren sollte, über den der britische Nachschub und Truppentransporte liefen.
Die Faulknor nahm an vielen Operationen gegen die deutsch besetzte belgische Küste teil, beispielsweise am ersten und zweiten Überfall auf Zeebrügge und Ostende im Frühjahr 1918.

### Dienst in Chile
Nach Kriegsende kaufte Chile im April 1920 die Faulknor mit ihren verbliebenen Schwesterschiffen Botha  und Broke zurück. Sie wurde in Almirante Riveros, nach dem chilenischen Konteradmiral Galvarino Riveros Cárdenas (1819–1892), umbenannt. Am 27. November 1920 verließ sie Plymouth mit dem Schwesterboot Almirante Uribe (ex HMS Botha, ursprünglich Almirante Goni) und dem Schlachtschiff Almirante Latorre, das von den Briten ebenfalls zu Kriegsbeginn unfertig angekauft und als HMS Canada in der Royal Navy eingesetzt worden war. Der Verband unter dem Kommando von Admiral Luis Gomez Carreño traf am 20. Februar 1921 in Chile ein.
Am 31. August 1931 brach wegen erheblicher Soldkürzungen auf fast allen Schiffen der Marine eine Meuterei aus. Ausgangspunkt war die Almirante Latorre in Coquimbo, dem Winterquartier der Flotte. Die Almirante Riveros gehörte zu dem dann ebenfalls meuternden Südverband der Flotte in Talcahuano. Die Armee beschoss die Meuterer in Talcahuano. Die als Sicherungsschiff eingesetzte Almirante Riveros wurde dabei mehrfach getroffen und lief dann zur Isla Quiriquina, wo sie ihre Toten und Verletzten an Land gab.
Das im Weltkrieg stark beanspruchte Boot wurde 1933 ausgemustert. Die Almirante Riveros ex HMS Faulknor wurde am 10. April 1939 als Zielschiff von der Almirante Latorre versenkt.